# Karangasem (Laweyan)
Karangasem is een bestuurslaag in het regentschap Surakarta van de provincie Midden-Java, Indonesië. Karangasem telt 8950 inwoners (volkstelling 2010).